# Lípa svobody (Krásné Pole)
Lípa svobody se nachází v Krásném Poli, v Ostravě ve Vítkovské vrchovině (subprovincie pohoří Nízký Jeseník) v Moravskoslezském kraji.

## Historie
První Lípa svobody byla na místě slavnostně vysazena 26. dubna 1946 umělkyní Helenou Salichovou. Této události předcházela celorepubliková kampaň „Budujeme Slezsko“. Cílem bylo formou systému kmotrovství zorganizovat finanční pomoc pro region silně postižený druhou světovou válkou. Kmotrovství se ujalo město Zlín. První lípa svobody uhynula a v roce 2021 byla na stejném místě vysazena nová Lípa svobody - lípa malolistá. Strom není památkově chráněn, avšak připomíná historicky významnou událost v obci.